# Rasnica
Rasnica (cyr. Расница) – wieś w Serbii, w okręgu pirockim, w mieście Pirot. W 2011 roku liczyła 325 mieszkańców.